# Jamie Commons
Jamie N. Commons (Bristol, Inglaterra, 22 de Outubro de 1988) é um músico de blues rock e folk britânico situado em New Cross, Londres.